# 石井明
石井 明（いしい あきら、1945年1月3日 - ）は、日本の国際政治学者。東京大学名誉教授。専門は、東アジアの国際関係（日中関係・中ソ関係史）。

## 来歴
1945年、千葉県生まれ。千葉県立安房高等学校を卒業。1967年、東京大学教養学部国際関係論を卒業し、同大学大学院社会学研究科に進む。1970年に博士課程中退、東京大学教養学部助手となった。以後、講師、助教授、1990年より教授。1996年に大学院総合文化研究科教授（大学院重点化に伴う配置換え）。2005年に定年退職し、名誉教授となった。10月から2009年度まで北海道大学スラブ・ユーラシア研究センターで客員教授。2010年から2022年まで日本大学国際関係学部客員教授。

## 受賞・栄典
- 1991年：『中ソ関係史の研究』で大平正芳記念賞を受賞。

## 著書

### 単著
- 『中ソ関係史の研究――1945-1950』（東京大学出版会, 1990年）
- 『中国国境 熱戦の跡を歩く』 （岩波現代全書, 2014年）

### 共著
- （姫田光義・丸山伸郎・久保亨・前田利昭・阿部治平・岡部牧夫・中野達）『中国20世紀史』（東京大学出版会, 1993年）

### 共編著
- （高木誠一郎）『中国の政治と国際関係（国際関係論のフロンティア1巻）』（東京大学出版会, 1984年）
- （木村汎）『中央アジアの行方――米ロ中の綱引き』（勉誠出版, 2003年）
- 石井明、朱建栄、添谷芳秀、林暁光 編『記録と考証―日中国交正常化・日中平和友好条約交渉』岩波書店、2003年8月7日。ISBN 978-4000242219。